# Shadowhawk
Shadowhawk est un super-héros créé par Jim Valentino en 1992 et publié par Image Comics.

## Historique
En 1989, l'éditeur Archie Comics souhaite lancer une collection de comics de super-héros. Jim Valentino propose alors une réécriture du superhéros The Fox, propriété d'Archie, qui aurait été une variation de Batman mais aux méthodes plus expéditives. Archie finalement annule la collection avant même qu'un seul numéro soit produit. Valentino travaille alors pour Marvel Comics où il reprend les Gardiens de la Galaxie. Il transforme le héros Starhawk et propose de le renommer en Shadowhawk mais Tom DeFalco refuse. En revanche, appréciant le nom, il suggère à Valentino de créer un nouveau personnage avec ce nom pour éventuellement une série. Finalement, en 1992, Valentino, avec Rob Liefeld, Erik Larsen, Todd McFarlane, Marc Silvestri et Jim Lee fonde une nouvelle société nommée Image Comics. C'est là qu'il crée à partir de ses anciennes idées le personnage de Shadowhawk. Celui-ci apparaît pour la première fois dans un comics publicitaire de Malibu Comics, qui s'occupe alors de la distribution et de la diffusion des comics d'Image, puis dans une courte histoire publiée dans le deuxième épisode des Youngblood. Le premier numéro de la série Shadowhawk paraît en aout 1992 avec une couverture «découpée» sur laquelle le masque argenté du héros se détache sur un fond noir. La série dure 18 épisodes. Dans le dernier datée de mai 1995, Shadowhawk, qui est malade depuis le premier épisode, meurt du SIDA. Une nouvelle série commence le mois suivant avec une autre personne qui endosse le costume de Shadowhawk. En 2005, Shadowhawk qui avait disparu des kiosques depuis des années est relancé mais cela ne dure qu'un an. Un troisième essai est lancé en 2010.